# بایی-او-فورژ
بایی-او-فورژ (به فرانسوی: Bailly-aux-Forges) یک کمون (فرانسه) در فرانسه است که در اوت-مارن واقع شده‌است. بایی-او-فورژ ۱۰٫۵۱ کیلومتر مربع مساحت دارد ۱۷۶ متر بالاتر از سطح دریا واقع شده‌است.